# Diaphanophyllum setosum
Diaphanophyllum setosum là một loài rêu trong họ Ditrichaceae. Loài này được Hook. f. & Wilson Lindb. mô tả khoa học đầu tiên năm 1863.